# Shaddai hummeli
Shaddai hummeli är en insektsart som först beskrevs av Aleksey A. Zachvatkin 1936.  Shaddai hummeli ingår i släktet Shaddai och familjen dvärgstritar. Inga underarter finns listade i Catalogue of Life.